# NBA Collective Bargaining Agreement
NBA Collective Bargaining Agreement (skrót ang. CBA) – układ zbiorowy pracy zawierany pomiędzy NBA a Związkiem Zawodowym Koszykarzy NBA. Reguluje on podstawy funkcjonowania ligi. Układ zawarty 1 lipca 2017 obowiązuje do 30 lipca 2024.

## Znaczenie
CBA jest układem zbiorowym pracy zawieranym pomiędzy NBA (reprezentowaną przez komisarza i właścicieli 30 organizacji wchodzących w skład ligi) a Związkiem Zawodowym Koszykarzy NBA. Układ ten stanowi podstawę funkcjonowania NBA, jako że reguluje on takie kwestie jak: pułap wynagrodzeń, umowy zawierane pomiędzy koszykarzami i klubami (w tym zasady ich przedłużania i rozwiązywania), wynagrodzenia maksymalne i minimalne, zasady zatrudniania koszykarzy z NBA G League, zagadnienia podatkowe, tzw. „wolną agenturę”, a także zasady polityki antynarkotykowej.
Braku porozumienia co do treści kolejnego układu skutkuje zaistnieniem lokautu.

## Historia
W 1995 strony po raz pierwszy strony nie doszły do porozumienia co do treści nowego układu, po tym jak poprzedni wygasł po sezonie 1993/1994. Skutkiem był pierwszy z czterech lokautów w historii NBA. Choć w czasie jego trwania odbył się draft, a także draft rozszerzający, to większość biznesowych działań było zawieszonych, włączając w to wymiany koszykarzy, podpisywanie czy przedłużanie z nimi kontraktów. Zawieszone były także rozgrywki ligi letniej. Strony doszły jednak do porozumienia przed startem sezonu, w związku z czym sezon regularny został rozegrany w pełni. Kolejny lokaut nastał już rok później, jednak trwał on tylko kilka godzin. Po wygaśnięciu układu wynegocjowanego w 1996, nastał trzeci lokaut w historii ligi. Skutkował on pierwszym w historii skróceniem rozgrywek. Ostatecznie układ kończący lokaut skutkujący stratami w wysokości 1,5 miliarda dolarów zawarto 6 stycznia 1999. Został on zawarty na 6 lat.
W 2005 strony doszły do porozumienia co do kolejnego CBA, którego termin obowiązywania również wynosił 6 lat, z opcją przedłużenia na sezon 2011/12. Strony nie przedłużyły jednak układu, jak i też nie doszły do porozumienia. Konsekwencją tego był trwający 149 dni lokaut, skutkujący skróceniem rozgrywek sezonu regularnego z 82 do 66 meczów.
W dniu 1 lipca 2017 został zawarty układ zbiorowy pracy zawarty pomiędzy NBA a Związkiem Zawodowym Koszykarzy NBA, który obowiązuje od początku sezonu 2017/2018 do 30 czerwca 2024. Na mocy jego postanowień obie strony mają możliwość wypowiedzenia układu ze skutkiem na dzień 30 czerwca 2023 poprzez złożenie oświadczenia do dnia 15 grudnia 2022.